# Österreichischer Eisschnelllauf Verband
Het Österreichischer Eisschnelllauf Verband (ÖESV) is de koepelorganisatie in Oostenrijk voor de beoefening van het langebaanschaatsen en shorttrack. De ÖESV organiseert het schaatsen in Oostenrijk en vertegenwoordigt het Oostenrijkse schaatsen op internationale sportevenementen.
De bond is opgericht in 1889 en is sinds 1995 lid van de Internationale Schaatsunie. Anno 2017 telde de bond 907 leden, verspreid over 22 verenigingen. 

## Ledenaantallen
Hieronder de ontwikkeling van het ledenaantal en het aantal verenigingen:
| Jaar                         | Aantal leden | Aantal verenigingen |
| ---------------------------- | ------------ | ------------------- |
| 2017                         | 907          | 22                  |
| 2016                         | 907          | 22                  |
| 2015                         | 907          | 22                  |
| 2014                         | 3.542        | 18                  |
| 2013                         | 3.375        | 21                  |
| 2012                         | 3.375        | 27                  |
| 2011                         | 3.379        | 25                  |
| 2010                         | 3.062        | 27                  |
| 2009                         | 3.137        | 30                  |
| 2008                         | 3.137        | 30                  |
| 2007                         | 3.093        | 31                  |
| 2006                         | 1.922        | 28                  |
| 2005                         | 1.922        | 28                  |
| ↓ samen met kunstschaatsen ↓ |              |                     |
| 2004                         | 6.504        | 81                  |
| 2003                         | 8.900        | 79                  |
| 2002                         | 9.605        | 84                  |
| 2001                         | 9.585        | 84                  |
| 2000                         | 9.935        | 84                  |
| 1999                         | 9.935        | 84                  |
| 1998                         | 9.901        | 83                  |